# Bäen
Bäen är en sjö i Kristianstads kommun i Skåne och ingår i Skräbeåns huvudavrinningsområde. Sjön är 8 meter djup, har en yta på 0,529 kvadratkilometer och är belägen 90,4 meter över havet. Vid provfiske har bland annat abborre, braxen, gädda och mört fångats i sjön.

## Delavrinningsområde
Bäen ingår i det delavrinningsområde (624206-141214) som SMHI kallar för Utloppet av Immeln. Medelhöjden är 99 meter över havet och ytan är 93,37 kvadratkilometer. Räknas de 13 avrinningsområdena uppströms in blir den ackumulerade arean 275 kvadratkilometer. Avrinningsområdets utflöde Skräbeån (Alltidhultsån) mynnar i havet. Avrinningsområdet består mestadels av skog (64 procent). Avrinningsområdet har 23,59 kvadratkilometer vattenytor vilket ger det en sjöprocent på 25,2 procent. Bebyggelsen i området täcker en yta av 0,6 kvadratkilometer eller 1 procent av avrinningsområdet.

## Fisk
Vid provfiske har följande fisk fångats i sjön:
- Abborre
- Braxen
- Gädda
- Mört
- Sarv
- Sutare